# Кольїпульї
Кольїпульї (ісп. Collipulli) — місто в Чилі. Адміністративний центр однойменної комуни. Населення — 14 240 осіб (2002). Місто і комуна входить до складу провінції Мальєко і регіону Арауканія.
Територія комуни — 1295,9 км². Чисельність населення — 22 114 жителів (2007). Щільність населення — 17,06 чол./км².

## Розташування
Місто розташоване за 87 км на північ від адміністративного центру області міста Темуко та за 30 км на південний схід від адміністративного центру провінції міста Анголь.
Комуна межує:
- на північному сході — з комуною Мульчен
- на сході — з комунами Мульчен, Кілако
- на півдні — з комунами Вікторія, Куракаутин
- на південному заході — з комуною Ерсілья
- на заході — з комуною Анголь
- на північному заході — з комуною Ренайко

## Демографія
Згідно з даними, зібраними під час перепису Національним інститутом статистики, населення комуни становить 22 114 осіб, з яких 10 849 чоловіків та 11 265 жінок.
Населення комуни становить 2,36 % від загальної чисельності населення регіону Арауканія. 28,14 % належить до сільського населення і 71,86 % — міське населення.

### Найважливіші населені пункти комуни
- Кольїпульї(місто) — 14 240 жителів
- Мінінко (селище) — 1766 мешканців

## Транспорт
Через місто проходить Панамериканське шосе, а також залізнична гілка Анголь-Трайгуєн. На південь від міста залізниця перетинає долину річки Мальєко по однойменному віадуку.